# Ze'ev Friedman
Ze'ev Friedman (Prokopyevsk, 10 de junho de 1944 - Munique, 6 de setembro de 1972) foi um halterofilista da categoria  peso mosca israelense. Membro da equipe olímpica israelense, ele foi assassinado por terroristas no massacre das Olimpíadas de Munique em 1972.

## Biografia
Ze'ev Friedman nasceu em Prokopyevsk, na União Soviética, em 1944. Em 1960, ele se mudou da Polônia para Israel. Ele começou sua carreira esportiva como ginasta, mas depois mudou para o levantamento de peso. Ele era membro do clube desportivo Hapoel Kiryat Haim. Ele ganhou a medalha de bronze no Campeonato Asiático de Halterofilismo de 1971.
Em 1972, Ze'ev Friedman competiu nos Jogos Olímpicos de Verão de 1972 em Munique, Alemanha Ocidental, como levantador de peso. Ele ficou em 12º, uma das melhores conquistas de qualquer atleta israelense na época. Em 5 de setembro, membros do grupo Setembro Negro Palestino invadiram o dormitório da equipe israelense e fizeram reféns vários atletas e treinadores israelenses, incluindo Friedman. Após negociações prolongadas, os sequestradores levaram os reféns para um aeroporto por meio de helicóptero e os mataram durante uma tentativa de resgate pela polícia de Munique e guardas de fronteira da Baviera.[carece de fontes?] O relatório da autópsia, do Instituto Forense da Universidade de Munique, concluiu que Friedman morreu de hemorragia interna e também observou que um relógio usado pelo halterofilista de 28 anos ainda estava funcionando quando a autópsia começou, dando um tempo de 7:51pm.